# پادشاهی گوشه‌نشین
پادشاهی گوشه‌نشین (انگلیسی: Hermit kingdom)، لقبی است که برای اشاره به هر کشور، سازمان یا جامعه‌ای استفاده می‌شود که عمداً خود را به‌طور استعاری یا فیزیکی از سایر نقاط جهان جدا و منزوی می‌کند. کره شمالی به دلیل ایدئولوژی دولتی جوچه که به شدت بر سیاست‌های داخلی انزواطلبی و خودکفایی متمرکز است، متداول‌ترین نمونه کشوری شبیه به پادشاهی گوشه نشین است. دیگر نمونه‌های نقل‌شده کمتر برجسته عبارتند از اریتره و بوتان.